# 胡依廷
胡依廷（英語：Wu Yi Ting，1996年4月28日—），香港女子羽毛球運動員。她早年就讀元朗公立中學校友會小學和路德會西門英才中學。

## 簡歷
2012年10月，胡依廷在全港學界精英羽毛球賽，代表路德會西門英才中學拿得女單比賽冠軍。同年11月，她正式轉為全職運動員。

## 主要比賽成績
只列出曾進入準決賽的國際賽事成績：
| 年份   | 賽事                 | 公開賽級別 | 項目     | 搭檔   | 成績   |
| ------ | -------------------- | ---------- | -------- | ------ | ------ |
| 2017年 | 印度羽毛球國際挑戰賽 | 國際挑戰賽 | 女子雙打 | 范嘉茵 | 準決賽 |
| 2019年 | 海得拉巴羽毛球公開賽 | 超級100賽  | 女子雙打 | 范嘉茵 | 準決賽 |

| 2007-2017年 | 首要超級賽 | 超級賽 | 黃金大獎賽 | 大獎賽 | 國際挑戰賽 | 國際系列賽 | 未來系列賽 | 其他 |

| 2018-2026年 | 總決賽 | 超級1000賽 | 超級750賽 | 超級500賽 | 超級300賽 | 超級100賽 | 國際挑戰賽 | 國際系列賽 | 未來系列賽 | 其他 |